# Julien Dupré
Julien Dupré (Parigi, marzo 1851 – Parigi, aprile 1910) è stato un pittore francese.
Fu uno dei principali esponenti del realismo francese nel XIX secolo.
Il suo lavoro, insieme a quello di Breton e Millet, esercitò una grande influenza sullo sviluppo della tematica agraria del realismo socialista, in particolare in Unione Sovietica e nella Repubblica popolare cinese.

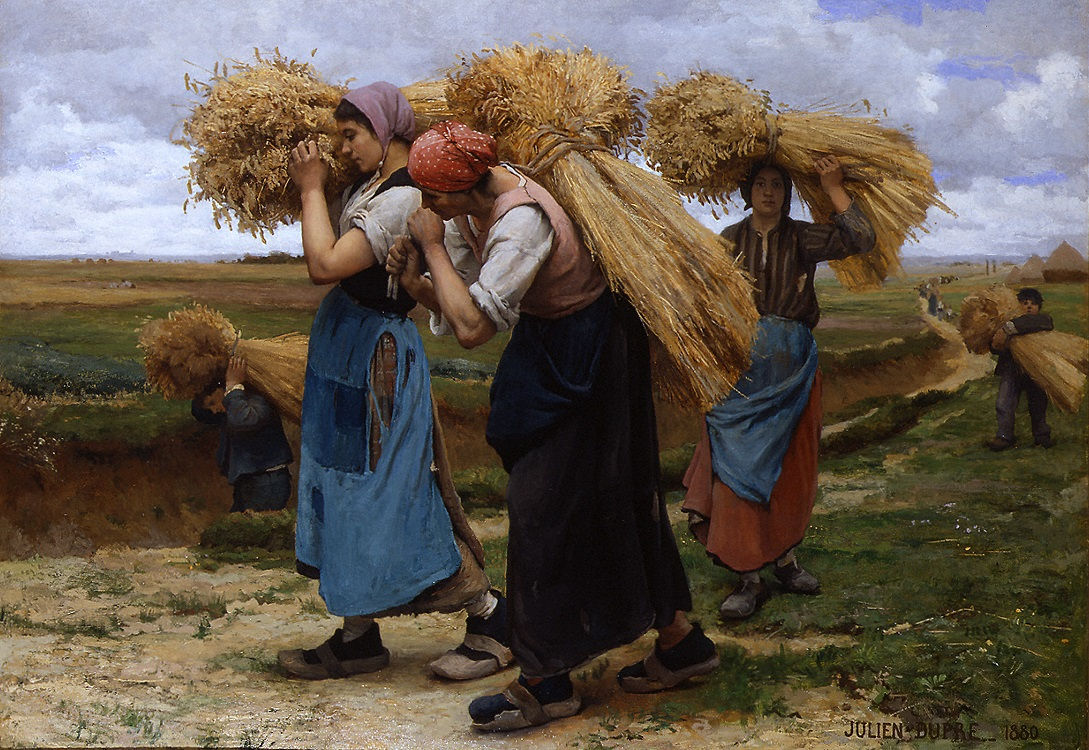
Le raccoglitrici di grano (1880), Rehs Galleries, New York.

## Biografia
Figlio del gioielliere Jean Dupré e di Pauline Bouillie, ha iniziato la sua vita adulta come impiegato in un negozio di merletti prima di entrare nel negozio di gioielli della sua famiglia.
Il 2 gennaio del 1870 la dittatura di Napoleone III, divenne una monarchia costituzionale. Otto mesi dopo, il 19 luglio, la Francia dichiara guerra alla Prussia e inizia la guerra franco-prussiana (1870-1871). Tra il 9 e il 18 settembre, le truppe prussiane circondano la capitale francese. Con l'assedio di Parigi, i Dupré furono costretti a chiudere la bottega e Julien iniziò a frequentare i corsi serali alla Scuola di Arti Decorative. Attraverso queste classi ha avuto accesso a L'École des Beaux-Arts.
A l'Ecole studiò con Isidore Pils (1813 - 1875) e Henri Lehmann (1814 - 1882).

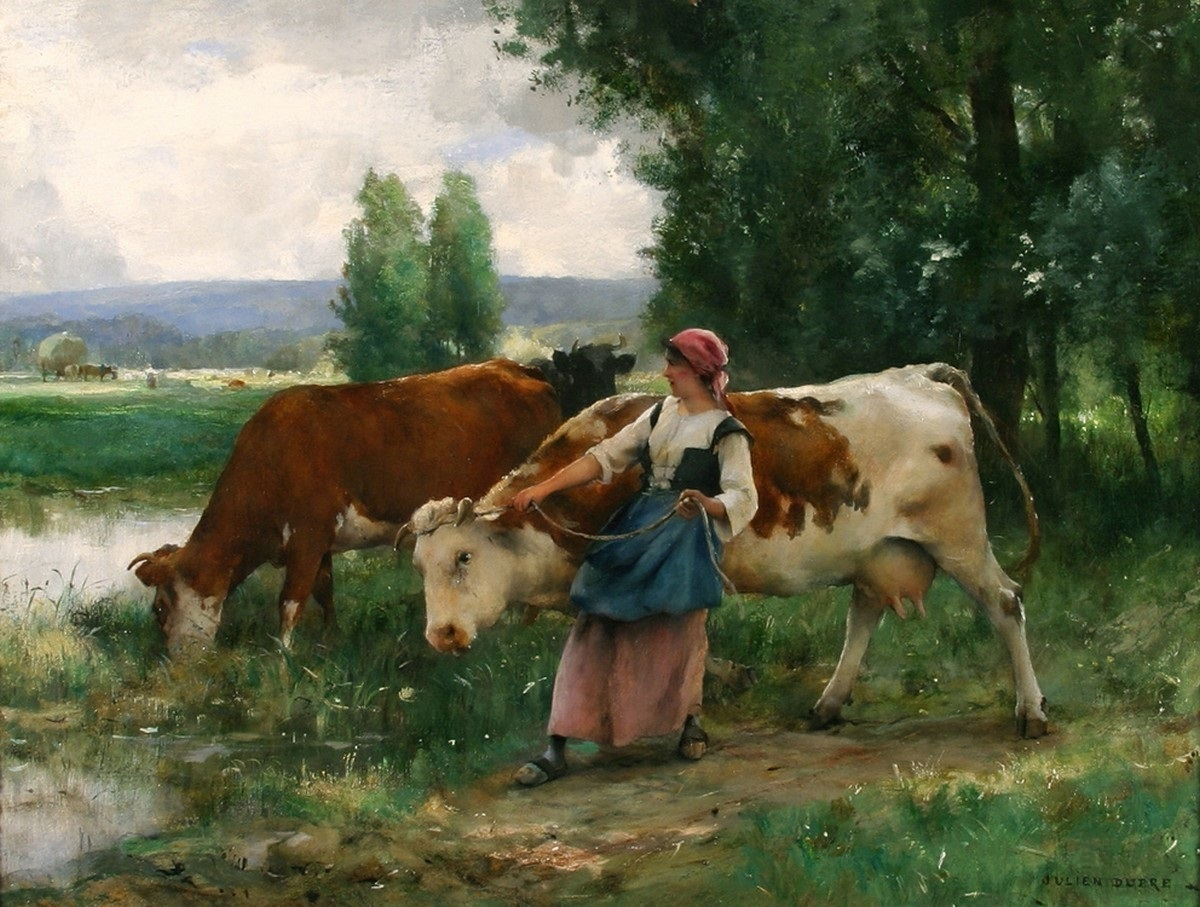
Donna con vacche vicino all'acqua

## Realismo rurale
A metà del 1870 viaggiò in Piccardia, e divenne un allievo del pittore naturalista del genere rurale, Laugée Désiré-François (1823 - 1896), di cui avrebbe sposato la figlia, Marie Francoise Eleonore,  nel 1876, l'anno in cui espose il suo primo dipinto al Salone di Parigi.
Si stabilirono per lungo tempo al numero 20 sul Boulevard Flandrin, nel XVI settore di Parigi, ma era solito lasciare spesso il suo studio per dipingere la natura all'aperto, in campagna.
Accuratissimo osservatore del paesaggio e della vita dei contadini nella campagna della Normandia e della Bretagna, come Jean-François Millet, William-Adolphe Bouguereau e Jules Breton, Dupré fu uno dei migliori pittori di animali del suo tempo.
È ancora oggi molto conosciuto negli Stati Uniti d'America, anche più che in Europa, infatti molti dei suoi dipinti si trovano in musei americani. Espose al Salone di Parigi regolarmente fino alla sua morte e ricevette la medaglia d'oro all'Esposizione Universale di Parigi del 1889 e Cavaliere della Legion d'onore nel 1892.